# Mathieu Manset
Mathieu Manset (Metz, 5 augustus 1989) is een Franse voetballer die bij voorkeur als aanvaller speelt. Hij tekende in augustus 2014 een eenjarig contract bij Walsall FC, met een optie voor nog een seizoen.

## Carrière

### Jeugd
Manset begon met voetballen bij de jeugd van Le Havre AC.

### Antwerp
In januari 2014 tekende de aanvaller een contract bij tweedeklasser Antwerp FC.